# ALBA igre
ALBA igre (špa. Juegos Deportivos del ALBA) su višesportski događaj (eng. multi-sport event) koji organizira savez ALBA (eng.  Bolivarian Alliance for the Americas). Igre se održavaju svake dvije godine, a na igrama mogu nastupiti samo sportaši država članica saveza ALBA, ali se događaj proširio i na druge zemlje Sjeverne i Južne Amerike.
Prvo izdanje igara održano je na Kubi 2005., nakon čega je dogovoreno da se Kuba i Venezuela izmjenjuju svake dvije godine kao domaćini igara. Unatoč tome, istaknuto je da će se u budućnosti tome pridružiti i druge zemlje ALBE.

## Održane igre
| Godina | Igre | Grad domaćin | Država    | Vrijeme održavanja        | Broj natjecatelja | Broj država sudionica | Broj sportova | Država s najviše osvojenih odličja |
| ------ | ---- | ------------ | --------- | ------------------------- | ----------------- | --------------------- | ------------- | ---------------------------------- |
| 2005.  | I    | Havana       | Kuba      | 17. – 30. lipnja          | 441               | 8                     | 31            | Kuba                               |
| 2007.  | II   | Caracas      | Venezuela | 27. travnja - 12. svibnja | 1.659             | 30                    | 38            | Kuba                               |
| 2009.  | III  | Havana       | Kuba      | 15. – 18. travnja         | 691               | 28                    | 38            | Kuba                               |
| 2011.  | IV   | Barquisimeto | Venezuela | 17. – 30. lipnja          | ~2.500            | ~23                   | 35            | Venezuela                          |

## Vanjske poveznice
- ALBA Sports Games (engl.)

## Unutarnje poveznice
- Panameričke igre